# Walter Catlett

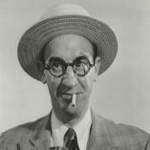
Walter L. Catlett

Walter L. Catlett (* 4. Februar 1889 in San Francisco, Kalifornien; † 14. November 1960 in Woodland Hills, Los Angeles, Kalifornien) war ein US-amerikanischer Schauspieler.

## Leben und Karriere

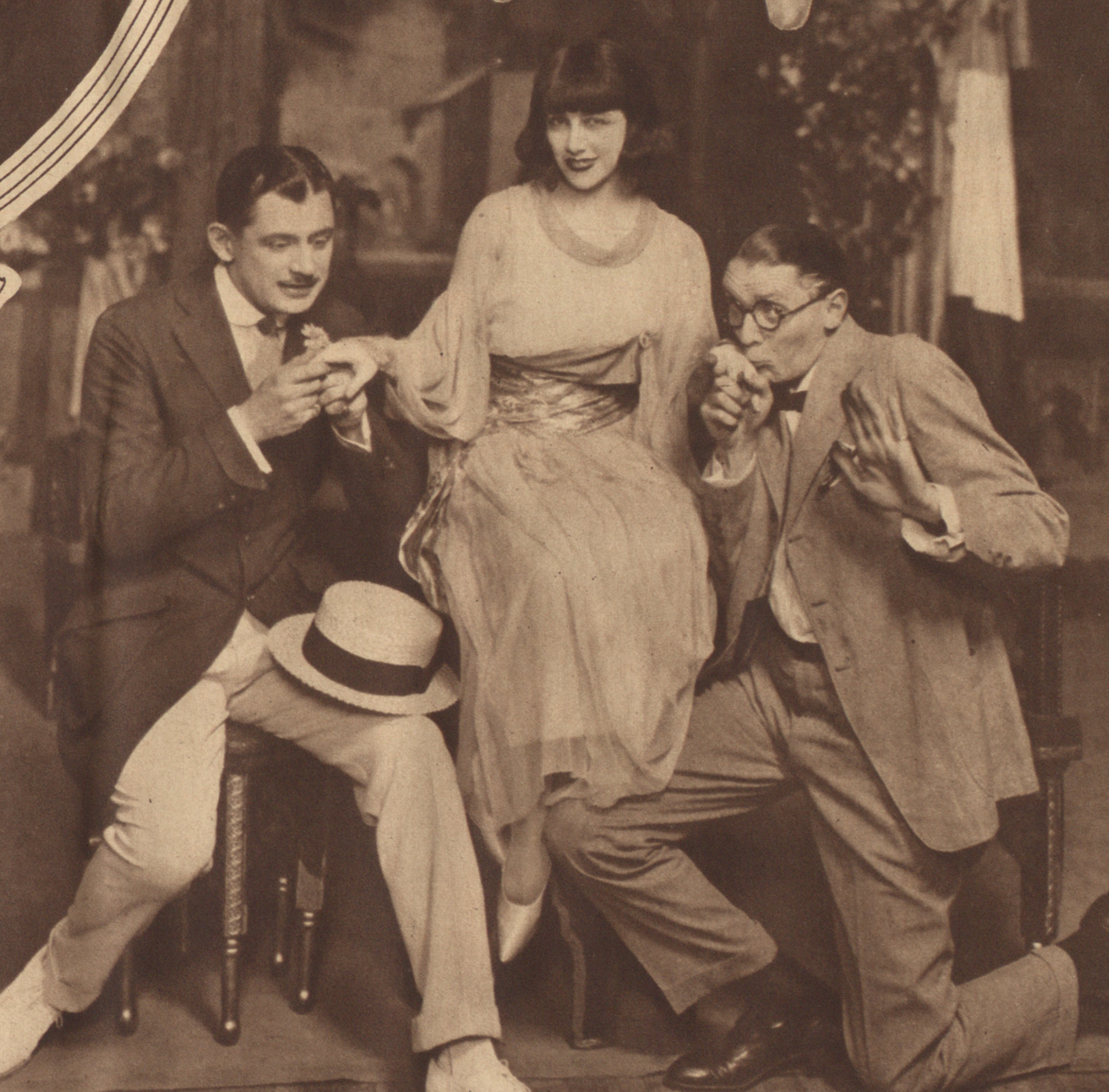
Catlett (rechts) neben Stewart Baird und Marjorie Gateson 1918 im Theaterstück Little Simplicity

Catlett begann 1906 seine Schauspielkarriere am Theater und war bald ein erfolgreicher Vaudeville-Star. Zwischenzeitlich wirkte er auch in Opern mit. In den 1920er-Jahren spielte er in Broadway-Musicals von Jerome Kern und George Gershwin. 1924 trat er an der Seite von Fred Astaire im Gershwin-Stück Lady, Be Good auf, wo er in seiner Rolle die Urversion des bekannten Songs Oh, Lady Be Good! sang.
Ebenfalls 1924 machte Catlett sein Filmdebüt in der von Albert Parke inszenierten Liebeskomödie Second Youth, dort spielte er die Rolle des John McNab an der Seite von Alfred Lunt und Lynn Fontanne. Über 150 Film- und Fernsehauftritte folgten bis 1957, wobei er sich vor allem auf komödiantische Nebenrollen spezialisierte. Er spielte oftmals aufgeblasene Wichtigtuer, Dummköpfe oder Schwindler. Einen seiner bekanntesten Auftritte hatte er als betrunkener Dichter Morrow  in Mr. Deeds geht in die Stadt (1936) unter Regie von Frank Capra. Er kam auch als Originalsprecher des Ehrenwerten John (Foulfellow the Fox) in der 1940 erschienenen Disney-Literaturverfilmung Pinocchio zum Einsatz.
1938 wurde Walter Catlett von Howard Hawks für den Filmklassiker Leoparden küßt man nicht (1938) verpflichtet, wo er den vertrottelten Polizeichef verkörperte, der zwischenzeitlich die halbe Besetzung des Filmes inhaftiert. Bei diesem Film hatte er jedoch  hinter der Kamera noch eine Aufgabe: Hauptdarstellerin Katharine Hepburn bekam von Catlett Schauspielunterricht, da sie sich bei Leoparden küßt man nicht mit der ersten komischen Rolle ihrer Karriere schwertat und die Hilfe des erfahrenen Broadway-Komikers beanspruchte. Walter Catlett blieb dem Film- und Theatergeschäft bis zu seinem Tod verbunden, in den letzten Jahren seines Lebens machte er sogar einige Auftritte im damals aufkommenden Medium Fernsehen. Am 14. November 1960 verstarb Catlett im Alter von 71 Jahren an den Folgen eines Herzinfarkts. Er wurde auf dem Holy Cross Cemetery in Culver City begraben. Er war sowohl mit Ruth Verney als auch mit Zanetta Watrous verheiratet.
Sein Stern auf dem Hollywood Walk of Fame liegt auf Höhe der 1713 Vine Street.

## Filmografie (Auswahl)
- 1924: Second Youth
- 1929: Tanzbeine aus Hollywood (Happy Days)
- 1931: The Front Page
- 1931: Vor Blondinen wird gewarnt (Platinum Blonde)
- 1932: In der Seitengasse (Back Street)
- 1932: Rain
- 1932: Big City Blues
- 1932: Teufelsflieger (Sky Devils)
- 1933: So This Is Harris!
- 1933: Eine Frau vergisst nicht (Only Yesterday)
- 1935: Flucht aus Paris (A Tale of Two Cities)
- 1935: Jeden Abend um acht (Every Night at Eight)
- 1936: Kain und Mabel (Cain and Mabel)
- 1936: Mr. Deeds geht in die Stadt (Mr. Deeds Goes To Town)
- 1936: Mississippi-Melodie (Banjo on My Knee)
- 1937: Der Liebesreporter (Love Is News)
- 1937: Varsity Show
- 1937: Jeder Tag ein Feiertag (Every Day’s a Holiday)
- 1937: Danger – Love at Work
- 1938: Leoparden küßt man nicht (Bringing Up Baby)
- 1938: Going Places
- 1940: Pinocchio
- 1940: Spring Parade
- 1941: Die ewige Eva (It Started with Eve)
- 1941: Die Rächer von Missouri (Bad Men of Missouri)
- 1941: Herzen in Flammen (Manpower)
- 1941: Unfinished Business
- 1942: Das Herz des goldenen Westens (Heart of the Golden West)
- 1942: Die Königin vom Broadway (My Gal Sal)
- 1942: Yankee Doodle Dandy
- 1942: Star Spangled Rhythm
- 1943: Hit Parade of 1943
- 1943: Die Stubenfee (His Butler’s Sister)
- 1944: Up in Arms
- 1944: Belita tanzt (Lady, Let’s Dance)
- 1944: Three Is a Family
- 1945: The Man Who Walked Alone
- 1948: Der Junge mit den grünen Haaren (The Boy with Green Hair)
- 1949: Stern vom Broadway (Look for the Silver Lining)
- 1949: Dancing in the Dark
- 1949: Die sündige Stadt (The Inspector General)
- 1951: Hochzeitsparade (Here Comes the Groom)
- 1955: The Adventures of Huckleberry Finn (Fernsehfilm)
- 1956: Lockende Versuchung (Friendly Persuasion)
- 1956: Flußpiraten (Davy Crockett and the River Pirates)
- 1957: Schöne Frauen, harte Dollars (Beau James)